# 鉄工団地自動車学園
株式会社鉄工団地自動車学園（てっこうだんちじどうしゃがくえん、英：Tekko-danchi Driving School）は、北海道札幌市西区にある北海道公安委員会指定自動車教習所を運営する企業である。愛称はTekko。名前の通り札幌鉄工団地の中にある。

## 取得できる免許
- 普通自動車
- 準中型自動車
- 大型特殊自動車
- 大型自動二輪車
- 普通自動二輪車[2]

## 各種講習
- 高齢者講習

## グループ企業
- 北海道マツダ販売株式会社
- 株式会社シュテルン札幌
- 株式会社シュテルン高井戸
- 株式会社マツダ自動車教習所
  - 白石中央自動車学園
  - 室蘭中央自動車学園
- 株式会社八王子中央自動車学校[3]